# 飛び違い
飛び違い（とびちがい）は、大相撲においてかつてマスコミにより報道及び記録されていた決まり手の一つ。現行の公式決まり手82手の体系には含まれていない。
以下の2通りの定義が流布しており、混乱がある。
- 立ち上がりざまか、突き合い・押し合い中、とっさに右(左)へ大きく飛びながら、左(右)足で相手の左(右)足首を内側から蹴り、左(右)手の甲を自分の方へ向けて、相手の首の辺りを叩いて落とす技。読売大相撲はこれを採用。現行の公式決まり手では蹴手繰りに含まれる。
- 相手に攻められたときに、右(左)前に飛び違い、逃れざま左(右)手で背後を叩く技。こちらには足の蹴る動作は入っておらず、現行の公式決まり手では叩き込みに含まれる。

公式決まり手制定以前、「飛び違い」がマスコミにより報道・記録された取組は次の通り。
- 昭和16年5月場所7日目　○佐渡ヶ嶌－大和錦×
- 昭和16年5月場所8日目　○櫻錦－双葉山×
  - この取組は「飛び違い」としては前者の定義であり、「近世日本相撲史」では「蹴手繰り」となっている。資料によって決まり手が異なる例の一つ。
- 昭和16年5月場所12日目　○佐渡ヶ嶌－八方山×
- 昭和17年1月場所8日目　○藤ノ里－磐石×
- 昭和17年5月場所3日目　○櫻錦－玉ノ海×